# Resolució 2157 del Consell de Seguretat de les Nacions Unides
La Resolució 2157 del Consell de Seguretat de les Nacions Unides, adoptada per unanimitat el 29 de maig de 2014 després de reafirmar les resolucions 2030, 2048 i 2092, el Consell mostra la seva preocupació per la situació a Guinea Bissau després del cop d'estat de 2012, i tot i haver-se celebrat les eleccions previstes amb participació massiva decideix prorrogar el mandat de la UNIOGBIS fins al 30 de novembre de 2014 per tal de donar suport al diàleg, assessorar en l'enfortiment de les institucions i fer complir l'ordre i ajudar a combatre el narcotràfic i promoure els drets humans.
El Consell estava preocupat per la manca de vigilància de l'exèrcit, ja que el desacord entre l'exèrcit i la política va dificultar el procés polític. Els informes encara parlaven sobre les violacions dels drets humans. La llibertat d'expressió, la llibertat d'associació i la llibertat d'impressió també s'han vist obstaculitzades.